# Richard von Kralik

Porträt von Richard Kralik Ritter von Meyrswalden 1898

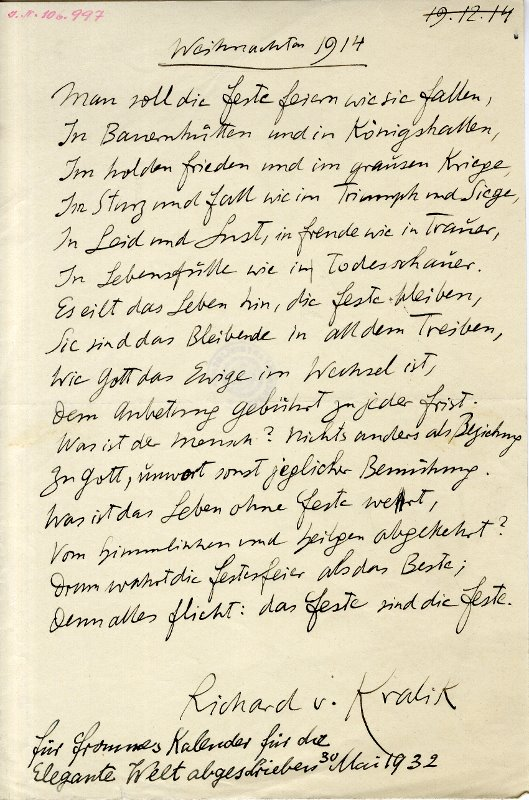
„Weihnachten 1914“, Gedicht in der Handschrift von Richard Kralik

Richard Kralik (eigentlich Richard Ritter Kralik von Meyrswalden, Pseudonym Roman; * 1. Oktober 1852 in Eleonorenhain, Böhmerwald; † 4. Februar 1934 in Wien) war ein österreichischer Schriftsteller und Kulturphilosoph aus der Familie Kralik von Meyrswalden. Als Schriftsteller nannte er sich Richard Kralik; nach 1919 wurde dies aufgrund des Adelsaufhebungsgesetzes auch sein offizieller Name.

## Biografie

### Kindheit und Familie
Am 1. Oktober 1852 wurde Richard Kralik als Sohn des deutsch-böhmischen Glasfabrikanten Wilhelm Kralik von Meyrswalden in Eleonorenhain (Böhmen) geboren, als erstes von fünf Kindern aus zweiter Ehe mit Louise geb. Lobmeyr. Mit seiner jüngeren Schwester Mathilde Kralik von Meyrswalden, der späteren Bruckner-Schülerin und Komponistin, hatte er eine enge geistig-kulturelle Beziehung. Er förderte ihr musikalisches Talent frühzeitig im Rahmen der Hausmusik. Durch gemeinsames Schaffen entstand ein gewaltiges Lebenswerk, so schrieb er für ihre Märchenoper Blume und Weissblume den Text. Über 120 gemeinsame Liedwerke haben Bruder und Schwester geschaffen, siehe Werkverzeichnis bei Mathilde Kralik von Meyrswalden. Das Familienleben selbst war künstlerisch geprägt, sein Vater Wilhelm spielte Geige und seine Mutter Louise Klavier. In diesem Milieu entwickelten sich seine schriftstellerischen Fähigkeiten. Die finanziellen Verhältnisse seines Vaters erlaubten es, dass er sich eine universitäre Ausbildung aneignen konnte, ohne sich um den Lebensunterhalt kümmern zu müssen.
Richard Kralik ist Vater von Dietrich Kralik und Heinrich Kralik und Roderich Kralik.

### Ausbildung
Er besuchte in Linz die Volksschule und das Gymnasium sowie in Wien die Universität. Neben dem Berufsstudium der Rechtswissenschaft widmete er sich der Philosophie und den alten orientalischen Sprachen. Daneben betrieb er das Studium von Kunst und Musik sowie das der Literatur. Nach dem Studium in Wien studierte er noch an mehreren Universitäten in Deutschland. Er wandte aber auch den sozialen und politischen Fragen der Gegenwart sein Augenmerk zu.

### Wirken
Kralik entwickelte den kühnen Plan, die Gegenwart und Zukunft zu einer aus Religion und Volkstum gewachsenen Kulturblüte zu erheben, die der Antike gleichwertig wäre. Der Verwirklichung dieses romantisch katholischen Kulturprogramms widmete er sein Leben und Werk. In Wien, wo er sich dann dauernd niederließ, fand er in Maria Pauline Sophie von Flattich (* 25. Oktober 1858 in Stuttgart; † 25. Mai 1943 in Wien) eine kunstfreudige Lebensgefährtin, die er am 15. Oktober 1882 in Wien heiratete. Seine Frau war Tochter des damals bekannten Architekten Wilhelm von Flattich.
In den 1880er Jahren stand Kralik mit der Berliner literarischen Revolution in Verbindung. Bald aber löste er sich von ihr, da er sich in sein Kulturprogramm vertiefte. Er trat in Verbindung mit der Leo-Gesellschaft und regte die großen Festspiele an, die seit 1893 in den größten Hallen und auf den weitesten Plätzen Wiens mit großem Erfolg aufgeführt wurden.
Er trug tatkräftig zur Gründung des Verbandes katholischer Schriftsteller Österreichs bei, von dem sich dann der „Gralbund“ abzweigte. Letzterer nahm seit 1905 eine Tätigkeit auf und wurde zum Verkünder des religiös-nationalen Kulturprogramms von Kralik. Das geschah durch die Zeitschrift Der Gral, der unter der Leitung Franz Eicherts (1857–1926) und dann Friedrich Muckermann S.J. immer weitere Kreise gewann.
Kralik betätigte sich aktiv in der katholischen Bewegung Österreichs und gründete die katholische Schriftstellervereinigung „Gralbund“ mit der Zeitschrift Der Gral, die zwischen 1906 und 1937 erschien. Als Lyriker, Dramatiker und Erzähler war er der „unumstrittene geistige Führer der katholischen österreichischen neuromantischen Literatur“.
Unter dem Einfluss von Richard Wagner und Pedro Calderón de la Barca war er um die Erneuerung mittelalterlicher Spiele bemüht. Von ihm stammt Das Mysterium vom Leben und Leiden des Heilands. Osterfestspiel (3 Teile, 1895).
Richard Kralik stand seit 1898 in Briefwechsel mit Karl May, dem Schöpfer von Winnetou und Old Shatterhand. May fand sich zu Kraliks idealistisch-romantischer Kunstdefinition hingezogen. Das Mystische in Mays Spätwerken ähnelt auch den Ideen der Gralbünder. Kralik wiederum hatte eine Vorliebe für Mays Reiseerzählungen.
Besonderes Aufsehen hatte Kraliks Werk „Weltschönheit“ erlangt. Dieses Buch las sogar Leo Tolstoi. In seinem Buch Was ist Kunst? schreibt Tolstoi: „Sehr empfehlenswert für diesen Zweck ist das deutsche Buch von Kralik (Weltschönheit).“
Kralik trat für den österreichischen Angriff auf Serbien ein, der den Ersten Weltkrieg auslöste und veröffentlichte affirmative Kriegslyrik. Noch 1917 rief er zur Abwehr pazifistischer Bestrebungen auf, die „in ihrer Nichtigkeit zu bekämpfen“ seien.
Ein Weggefährte Kraliks war der Fuldaer Jurist und Literat Adam Trabert, den es nach den deutschen Einigungskriegen nach Wien verschlagen hatte und der auch dort starb.

## Auszeichnungen und Ehrungen

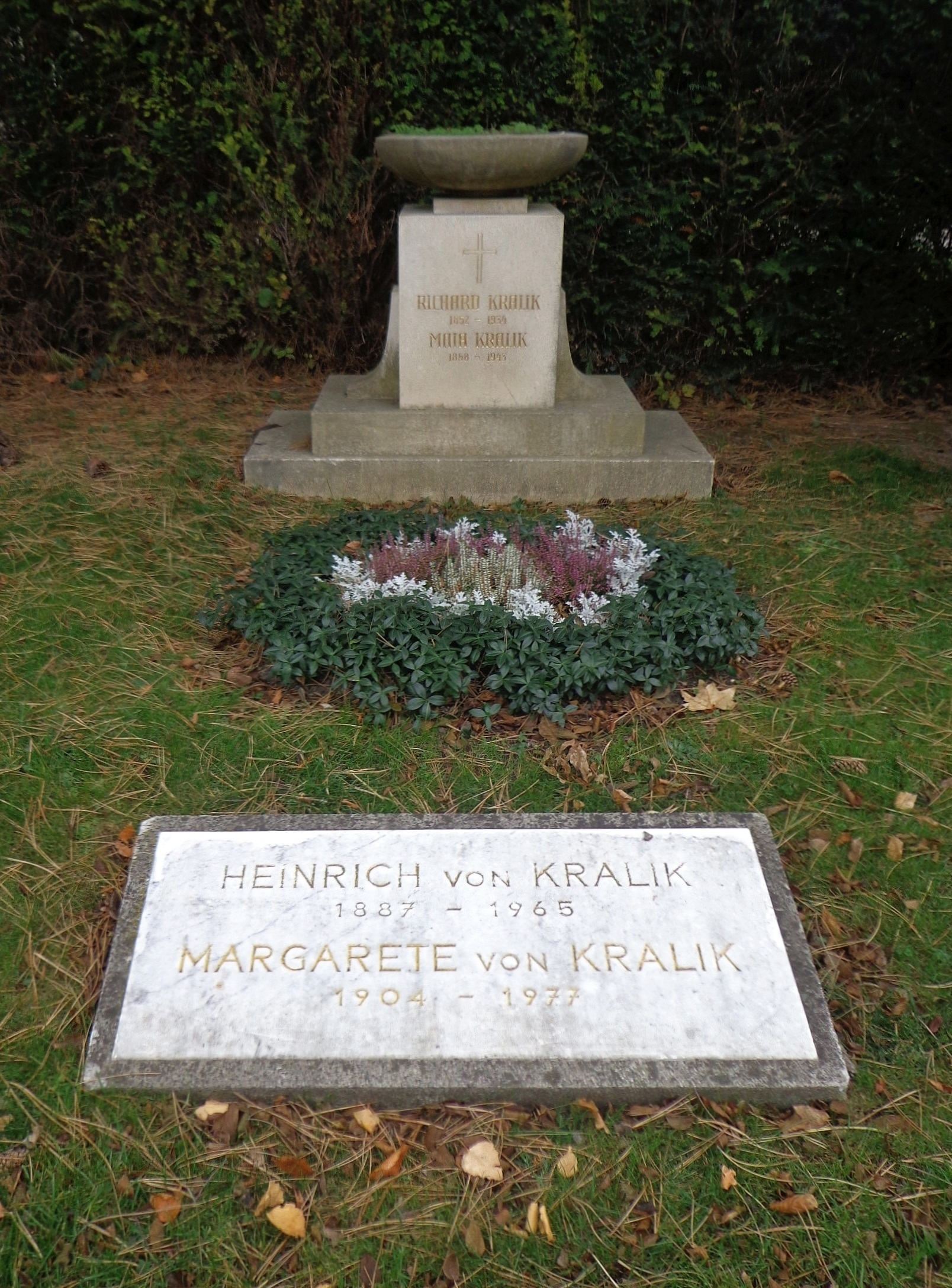
Wiener Zentralfriedhof – Ehrengrab von Richard und Heinrich von Kralik

Richard Kralik erhielt für sein Lebenswerk viele Auszeichnungen. Erwähnenswert sind zwei Orden vom Kaiser und vom Papst:
Die k. k. Wiener Zeitung brachte in ihrer Nr. 174 vom 1. August 1903 die amtliche Meldung: „Seine k. u.k. Apostolische Majestät haben mit Allerhöchster Entschließung vom 23. Juli d. J. dem Schriftsteller Dr. Richard Ritter Kralik von Meyrswalden in Wien den Orden der Eisernen Krone dritter Klasse taxfrei allergnädigst zu verleihen geruht.“
Wie sein Vater Wilhelm Kralik von Meyrswalden, so hatte nun auch der Sohn die gleiche Auszeichnung aus der Hand des Kaisers erhalten. Allerdings waren damit seit 1884 keine Adelsprivilegien mehr verbunden. Eine besondere symbolische Bedeutung des Ordens ist für die von Kralik vertretene Geistesrichtung wohl darin zu erblicken, dass er zur Erinnerung an jene historisch, denkwürdige Eiserne Krone gestiftet und nachgebildet ist, deren Eisenreif der Überlieferung nach aus einem Nagel des Kreuzes Christi geschmiedet wurde.
Zuvor hatte Kralik aus den Händen des Papstes Leo XIII. den Orden des hl. Gregor erhalten. Der Papst schätzte Kraliks klerikale Dichtkunst, war er doch selbst neben seinen kirchlichen Aufgaben schriftstellerisch tätig.
Richard Kralik ruht in einem Ehrengrab auf dem Wiener Zentralfriedhof (Gruppe 14C, Nummer 9). 1934 wurde in Wien-Währing (18. Bezirk) und Döbling (19. Bezirk) der Richard-Kralik-Platz nach ihm benannt.
Er war Ehrenmitglied der katholischen Studentenverbindungen KÖStV Austria Wien, KÖStV Rudolfina Wien, KÖHV Nordgau Wien und AV Austria Innsbruck (ab 1906).

## Werke
Philosophie:
- Kunstbüchlein gerechten, gründlichen Gebrauchs aller Freunde der Dichtkunst (1891)
- Weltweisheit. Versuch eines Systems der Philosophie (1895), dreiteilig: (1) Weltwissenschaft. Ein metaphysischer Versuch (1896), (2) Weltgerechtigkeit. Versuch einer allgemeinen Ethik, (3) Weltschönheit. Versuch einer allgemeinen Ästhetik
- Kulturstudien (1899–1906)
- Neue Kulturstudien (1903)
- Kulturfragen (1907)
- Kulturarbeiten (1909)
- vier Kulturbüchlein

Geschichte und Literatur:
- Maximilian, Schauspiel (1885)
- Die Türken vor Wien, Festspiel (1888)
- Calderons großes Welttheater
- Markus Aurelius in Wien, Weihefestspiel; Auftrag des katholischen Jünglingsvereins von Mariahilf, Wien (1897)
- Der Ruhm Österreichs, nach El segundo  blason de Austria von Calderon (1898)
- Die Erwartung des Weltgerichts, Weihefestspiel (1898) für den katholischen Jünglingsvereins von Mariahilf, Wien
- Altgriechische Musik (1900) – online
- Sokrates, nach der Überlieferung seiner Schüler (1899)
- Jesu Leben und Werk (1904)
- Der heilige Leopold (1905)
- Nordgermanische Sagengeschichte (1906)
- Das Donaugold des hl. Severin (1906)
- Karl der Große in Wien (1906)
- Sage vom Gral (1907)
- Die Revolution, 7 Historien (1908)
- Homeros. Zur Geschichte und Theorie des Epos (1910)
- Weltweisheit / Weltschönheit (1894) (online)
- Die Weltgeschichte nach Menschenaltern (1903)
- Die Weltliteratur im Lichte der Weltkirche (1918) – online
- Der Begriff des Spiels in der Weltliteratur (1911)
- Wien, Geschichte der Kaiserstadt und ihrer Kultur; mit H. Schlitter (1912)
- Österreichische Geschichte (1913)
- Kaiser Karl V. (1913)
- Der letzte Ritter, Umarbeitung von Maximilian (1913)
- Die Weltliteratur der Gegenwart
- Angelus Silesius
- Allgemeine Weltgeschichte der neueren Zeit von 1815 bis zur Gegenwart (1915–1923, Fortsetzung von J. B. Weiß); Band V: 1900 bis 1913 (online)
- Entdeckungsgeschichte des österreichischen Staatsgedankens (1917)
- Grundriß und Kern der Weltgeschichte (1920)
- Der letzte Nibelung in Wien (1925)
- Die Argonauten an der Donau (1925)
- Die Gründung Wiens (1925)

Außerdem schrieb Kralik eine allgemeinverständliche Geschichte Wiens (1911–1933).
Siehe auch vertonte Texte aus dem Werkverzeichnis seiner Schwester Mathilde Kralik.
Musik:
Im Oktober 2013 wurden kammermusikalische Kompositionen von ihm in einer Wiener Bibliothek gefunden. Bis dahin war kaum bekannt, dass er auch komponiert hatte.
- Juvavia, Vindobona, Klagenfurt, Festlieder, Text und Musik von Kralik; von ihm aufgeführt anlässlich der Generalversammlungen der Leogesellschaft in Salzburg (1895), Wien (1896) und Klagenfurt (1897).
- Antigone von Sophokles. Übersetzt von Michael Gitlbauer, mit Vertonung der Gesangsteile von Richard Kralik. Braumüller, Stuttgart/Wien 1897.

Lyrik:
- Roman, Büchlein der Unweisheit (1885), Sprüche und Gesänge, Lieder im Heiligen Geist (1896; vertont von Kralik), Offenbarung, Episteln und Elegien (1888)

Sonstiges:
- Vom Dr. Faust, Volkspiel, neu bearbeitet (1895)
- Das Ostaralied, ein Wintermärchen; episches Gedicht (1886)
- Prinz Eugenius (1896)
- Adam, Deutsche Puppenspiele; mit J. Winter (1884)
- Kraka, Lustspiel (1893)
- Mysterien der Geburt des Herrn – Weihnachtsspiel, aufgeführt von der Leogesellschaft Wien (1893)
- Mysterium vom Leben und Leiden des Herrn (1895)
- Hans Sachs-Bearbeitungen (1894)
- Osterfestspiel (1894)
- Dreikönigsspiel, Weihnachten (1895)
- Rolands Knappen, Märchenspiel zur Fastnacht (1897)
- Rolands Tod, Trauerspiel (1897)
- Veronika, Passionsspie (1898)
- Die Erwartung des Weltgerichts (1898)
- Das Deutsche Götter- und Heldenbuch (1899–1904)
- Weihelieder und Festgesänge (1899)
- Die wunderbaren Abenteuer des Ritters Hugo von Burdigal (1902)
- Die goldene Legende der Heiligen (1902)
- Die Perserbraut, Novellen (1903)
- Vorschlag zur künstlerischen Ausgestaltung des Leopoldsberges bei Wien (1903)
- Neue Kulturstudien (1903)
- Der Dichtertrank, Götterkomödie (1904)
- Medelika, Festspiel (1904)
- Der Heilige Leopold (1904)
- Das Veilchenfest (1905)
- Hausbrot, Märchen und Sagen; mit L. Auer (1907)
- Heimaterzählungen (1909); Neue Heimaterzählungen (1910)
- Die katholische Literaturbewegung der Gegenwart. Gesammelte Werke (1909 ff.; abgebrochen)
- Pfingst- und Weltgerichtsspiel, 50 niederländ. Erzählungen (1921)
- Tage und Werke (Erinnerungen) (1922)
- Heinrich von Offterings poetische Sendung Roman (1923)
- Theophrastus Parazelsus, Volksschauspiel (1925)
- Münchhausen. Biographischer Roman aus der Aufklärungszeit (1930)
- Der verzauberte Esel und die Rosen und das gelöste Rätsel (1925)
- Volks- und Puppenspiele (1925)
- Klingklanggloria oder Tanton und Malvin (1925)
- Dreiteufels Denkwürdigkeiten aus jüngst vergangener Zeit, Roman (1925)
- Einrichtung von 26 Autos sacramentales von Calderon (1926)
- Neue Tage und Werke. Erinnerungen (1927)
- Mit Gott durchs Leben. Hausbibel (1931)